# اومرو مانسی
اومرو مانسی (اسپانیایی: Homero Manzi‎؛ ۱ نوامبر ۱۹۰۷ – ۳ مهٔ ۱۹۵۱) فیلم‌نامه‌نویس، آهنگساز، روزنامه‌نگار، کارگردان فیلم، سیاستمدار و شاعر اهل آرژانتین بود.
او ترانه‌سرای تعداد فراوانی از آهنگ‌های مشهور تانگوی آرژانتین است.
او در سال ۱۹۴۳ میلادی برندهٔ جایزهٔ «انجمن منتقدان فیلم آرژانتین» بابت بهترین «فیلم‌نامهٔ اقتباسی» شد.